# Блохин, Пётр Александрович
Пётр Александрович Блохин (25 апреля [7 мая] 1880, Российская империя — неизвестно) — русский военачальник, генерал-майор.
Участник Гражданской войны и Белого движения на Востоке России.
Служил в Сибирском казачьем войске. 19 июля 1917 в чине есаула ушел в отставку по болезни.

## Гражданская война и Белое движение
Принимал участие в работе антибольшевистской офицерской организации в Петропавловске и в её составе участвовал в свержении советской власти в городе.
Занимал должность начальника штаба военного района. С июня 1918 года командовал дивизионом во 2-м Сибирском казачьем полку.
В 1919 году командовал 2-м Сибирским казачьим полком.
Был назначен заместителем войскового атамана Сибирского казачьего войска.
В составе вооруженных сил Временного Приамурского правительства с 28 июня 1921 года командовал сводным полком Сибирского казачьего войска.
23 октября 1921 года получил назначение начальника Сводно-казачьей бригады.
В 1922 году в войсках Земской Рати генерала М. К. Дитерихса командовал Сибиро-Енисейско-Забайкальским полком.